# VOLT
「VOLT」（ヴォルト）は、吉井和哉の5枚目のソロオリジナルアルバム。発売元はEMIミュージック・ジャパン。

## 概要
- オリジナルアルバムとしては前作より1年半ぶりとなる作品。初回限定版のみポスター・DVD付きデジパック仕様。アナログ盤も同時発売。

- シングル「ビルマニア」との連動応募プレゼントキャンペーンとして、抽選で1000名にスペシャル・レアCDがプレゼントされた[1]。
- 「フロリダ」の歌詞で「本当のロックが鳴っちゃたんだよ」と書いてしまうほど、本作は吉井自身納得のいく作品となった。曲作りでは「名作をつくらなければ」「新しいことをしなければ」という気負いを捨て、今現在、等身大の吉井和哉を表現することを心がけ、ライブで盛り上がるような、シンプルで勢いのある作品を目指し、勢いで書き上げた。音に関しては共同プロデューサーに前作でミックスを担当したジョー・バレシを迎え、吉井のイメージを再現する大きな助けとなるとともに、吉井と同等の立場で意見をする存在として、「ONE DAY」の歌入れでは「この歌はライブハウスだ、ドームで歌ったやつの歌じゃない」とダメ出しをしたり、ギターも弾けるところは全て吉井自身が弾くようにとアドバイスした。サポート・ミュージシャンも、今までは曲によってリズム隊を振り分けていたが、固定メンバーにしたことによってバンド感を強調している[2]。
- タイトルの由来は作曲期間中、合間に釣に行く吉井に痺れを切らせたスタッフからの催促に「（曲を書くスピードが）ボルト並だよ！」と言い返していたことや、ジョーがStax/Voltレーベルの大きく「VOLT」と書かれたTシャツを着ていたことなどから、頭文字も5枚目の「V」でちょうど良いということで決められた[3]。
- ジャケットには吉井が子供の頃に油絵で描いた富士山の絵を使用している。

## 収録曲
1. ビルマニア
10thシングル。シングル曲がアルバムの1曲目を飾るのは吉井のキャリアで初めてのこと。歌詞カードにシングルには記載されていなかった間奏の台詞が記載されている。
ライブでは間奏後のサビを観客に歌わせるのが恒例となっている。
2. フロリダ
歌詞にB.B.キングが登場する、ブギーナンバー[4]。
3. ウォーキングマン
吉井がブルースギターに挑戦した曲。
4. ノーパン
『at the BLACK HOLE』の時期に書いていた詞をもとに、初めて歌詞から作った曲。夏に畳で寝っ転がっていた娘からインスピレーションを受けて作った曲である。[5]「ノーパン」という曲名は、パンツを履いていない状態である「ノーパン」という意味と、音楽用語で音を左右に振るつまみの「パン」という意味のダブルミーニング。前者の意味である「ノーパンで眠るあなた」とは赤ん坊のことであり、後者の意味である「パン」は「モラルの真ん中に居続けるという意思表明」を表している[6]。リズム以外の演奏はすべて日本でのテイクで、ボーカルは1テイク目（最初に歌詞を見ながら歌ったテイク）を使用している。吉井は「THE YELLOW MONKEY時代も含めて3本の指に入るほど好きな曲」と語っている。
5. ヘヴンリー
6. 魔法使いジェニー
吉井曰く、ジェニーとは「銭」のことであり、歌詞に登場する「T.M.P」とは「高い マネー プリーズ」の略であると説明していたが、後に「それは口から出まかせであり、実際は放送できないほどエロい意味である」と語っている[7]。曲は『at the BLACK HOLE』の頃に出来ていたが、当時の心境では歌うことができなかったという。
7. SNOW
『39108』のツアー中に作られた曲で、「YOSHII BUDOKAN 2008」で既に披露されていた。
8. ONE DAY
9. ルビー
歌詞の「北国」はアルバム『8』の収録曲「メロメ」の歌詞を指している[3]。このテーマは後に「HEARTS」へと引き継がれてゆく。
10. またチャンダラ
「チャンダラ」とはレコーディング中に吉井がコーディネーターと通っていたタイフードレストラン。コーディネーターがやたらとそこに行きたがるので、あきれた吉井が「『またチャンダラ』って曲つくるわ」と言い放ち、その日の夜にリフが浮かび、実際に作ってしまった。[3]。

## 収録内容

### CD
| 全作詞・作曲: 吉井和哉。 |                      |          |            |      |
| #                        | タイトル             | 作詞     | 作曲・編曲 | 時間 |
| 1.                       | 「ビルマニア」       | 吉井和哉 | 吉井和哉   | 4:26 |
| 2.                       | 「フロリダ」         | 吉井和哉 | 吉井和哉   | 3:29 |
| 3.                       | 「ウォーキングマン」 | 吉井和哉 | 吉井和哉   | 4:58 |
| 4.                       | 「ノーパン」         | 吉井和哉 | 吉井和哉   | 5:51 |
| 5.                       | 「ヘヴンリー」       | 吉井和哉 | 吉井和哉   | 3:54 |
| 6.                       | 「魔法使いジェニー」 | 吉井和哉 | 吉井和哉   | 4:42 |
| 7.                       | 「SNOW」             | 吉井和哉 | 吉井和哉   | 6:38 |
| 8.                       | 「ONE DAY」          | 吉井和哉 | 吉井和哉   | 4:15 |
| 9.                       | 「ルビー」           | 吉井和哉 | 吉井和哉   | 4:11 |
| 10.                      | 「またチャンダラ」   | 吉井和哉 | 吉井和哉   | 3:43 |
| 合計時間:                | 合計時間:            | 46:07    |            |      |

### 初回限定盤DVD
- 特記がないものは、2008年12月28日の日本武道館ライブ「YOSHII BUDOKAN 2008」でのライブ映像。「CREEP」のカバーと吉井が「崖の上のポニョ」のフジモトに扮したアンコールは未収録。CD同様ミックスはジョー･バレシが担当している。
- アンコールの曲順は以下の通りである。

| #  | タイトル                  | 作詞 | 作曲・編曲 |
| -- | ------------------------- | ---- | ---------- |
| 1. | 「崖の上のポニョ」        |      |            |
| 2. | 「I WANT YOU I NEED YOU」 |      |            |
| 3. | 「くちびるモーション」    |      |            |
| 4. | 「マンチー」              |      |            |
| 5. | 「見てないようで見てる」  |      |            |
| 6. | 「FINAL COUNTDOWN」       |      |            |

### 収録曲
| #   | タイトル                                       | 作詞 | 作曲・編曲 |
| --- | ---------------------------------------------- | ---- | ---------- |
| 1.  | 「ビルマニア」(YOSHII BUDOKAN 2008)            |      |            |
| 2.  | 「I CAN BE SHIT, MAMA」(YOSHII BUDOKAN 2008)   |      |            |
| 3.  | 「Do The Flipping」(YOSHII BUDOKAN 2008)       |      |            |
| 4.  | 「黄金バッド」(YOSHII BUDOKAN 2008)            |      |            |
| 5.  | 「SIDE BY SIDE」(YOSHII BUDOKAN 2008)          |      |            |
| 6.  | 「ルーザー」(YOSHII BUDOKAN 2008)              |      |            |
| 7.  | 「BLOWN UP CHILDREN」(YOSHII BUDOKAN 2008)     |      |            |
| 8.  | 「NAI」(YOSHII BUDOKAN 2008)                   |      |            |
| 9.  | 「CALL ME」(YOSHII BUDOKAN 2008)               |      |            |
| 10. | 「TALI」(YOSHII BUDOKAN 2008)                  |      |            |
| 11. | 「天国旅行」(YOSHII BUDOKAN 2008)              |      |            |
| 12. | 「シュレッダー」(YOSHII BUDOKAN 2008)          |      |            |
| 13. | 「SNOW」(YOSHII BUDOKAN 2008)                  |      |            |
| 14. | 「バッカ」(YOSHII BUDOKAN 2008)                |      |            |
| 15. | 「WEEKENDER」(YOSHII BUDOKAN 2008)             |      |            |
| 16. | 「ビルマニア」(VIDEO CLIP)                     |      |            |
| 17. | 「「ビルマニア」の作り方」(MAKING & INTERVIEW) |      |            |
| 18. | 「「VOLT」SPECIAL INTERVIEW」                  |      |            |

## 参加ミュージシャン
- 吉井和哉 - ボーカル、ギター、キーボード (#1) 、パーカッション (#1) 、シンセサイザー (#6)、エレクトリックシタール (#10) 、ティンバーライン (#10)
- クリス・チェイニー（英語版） - ベース
- ジョシュ・フリーズ（英語版） - ドラム
- パトリック・サンソン（英語版） (ウィルコ) - キーボード (#1, 4-6, 9, 10) 、オルガン (#3, 8) 、ピアノ (#7, 8)
- アラン・ヨハネス（英語版） - エレクトリック・ギター (#5)
- ジュリアン・コリエル（英語版） - ギター (#7-9)
- ジョー・バレシ（英語版） - シェイカー、トライアングル (#10)

YOSHII BUDOKAN 2008
- 吉井和哉 - ボーカル、ギター
- 三浦淳悟 - ベース
- 城戸紘志 - ドラムス
- 菊地英昭 - ギター
- ジュリアン・コリエル - ギター
- 鶴谷崇 - キーボード